# 올림픽 미크로네시아 연방 선수단
미크로네시아 연방은 2000년 시드니 올림픽부터 매 대회마다 참가하고 있다. 현재까지 메달 획득 기록은 없다. 동계 올림픽에는 참가한 적이 없다.

## 메달 기록

### 하계 올림픽
| 대회                  | 선수      | 금메달 | 은메달 | 동메 | 총합 | 순위 |
| 2000년 시드니         | 5         | 0      | 0      | 0    | 0    | –    |
| 2004년 아테네         | 5         | 0      | 0      | 0    | 0    | –    |
| 2008년 베이징         | 5         | 0      | 0      | 0    | 0    | –    |
| 2012년 런던           | 6         | 0      | 0      | 0    | 0    | –    |
| 2016년 리우데자네이루 | 5         | 0      | 0      | 0    | 0    | –    |
| 2020년 도쿄           | 3         | 0      | 0      | 0    | 0    | –    |
| 2024년 파리           | 개최 예정 |        |        |      |      |      |
| 2028년 로스앤젤레스   | 개최 예정 |        |        |      |      |      |
| 2032년 브리즈번       | 개최 예정 |        |        |      |      |      |
| 총합                  | 총합      | 0      | 0      | 0    | 0    | –    |

## 같이 보기
- 미크로네시아 연방의 올림픽 기수 목록